# Pierre Yves Lador
Pierre Yves Lador (* 12. Juni 1942 in Cossonay, Kanton Waadt) ist ein Schweizer Bibliothekar und Schriftsteller.

## Leben
Pierre Yves Lador studierte Französische Literatur an der Universität Lausanne. Von 1979 bis 2002 leitete er die Bibliotheken der Stadt Lausanne. Dort begründete er die grösste Sammlung an Comics, das Centre BD de la Ville de Lausanne.
Lador ist Mitglied des Schriftstellerverbands Autorinnen und Autoren der Schweiz (AdS) und wohnt in Ropraz.

## Auszeichnungen
- 2013: Prix des écrivains vaudois

## Werke
- Le rat, la Célestine et le bibliothécaire, Lausanne 1978.
- Lune de nielle, ou les phantasmes communicants, Vevey 1980.
- L’essaim d’or, Vevey 1998.
- Solide obsidienne ou Quand le soleil se couche, Lausanne 2000.
- Les secrets d’un homme discret, 1910–2004, Lausanne 2005.
- L’étang et les spasmes dans la bande dessinée, Vevey 2006.
- Nénuphars, Lausanne 2006.
- Pampilles arborescentes. Zodiaque érotique, Vevey 2008.
- L’enquête immobile, La-Chaux-de-Fonds 2011.
- La Guerre des légumes, La-Chaux-de-Fonds 2010.
- Le Caméléon écorché, Vevey 2012.
- Chambranles et embrasures, Vevey 2013.
- Décroissance/développement, Vevey 2013.
- Liberté... Égalité..., Vevey 2013.
- Cadavres (mit Nicolas Sjöstedt), Vevey 2014.
- Confession d’un repenti, La-Chaux-de-Fonds 2014.
- Les Chevaux sauveurs, Vevey 2015.
- Le Pays-d’Enhaut, 2016.
- Poussière demain, Dole 2018.
- Variations vegan, Vevey 2018.
- Course (zu Illustrationen von Alex Baladi), Vevey 2019.